# Llista d'asteroides/102901–103000
| Nom      | Designació provisional | Data de descobriment | Lloc de descobriment | Descobridor/s |
| -------- | ---------------------- | -------------------- | -------------------- | ------------- |
| 102901 - | 1999 XU14              | 6 de desembre, 1999  | Socorro              | LINEAR        |
| 102902 - | 1999 XD15              | 6 de desembre, 1999  | Socorro              | LINEAR        |
| 102903 - | 1999 XK15              | 5 de desembre, 1999  | Višnjan Observatory  | K. Korlević   |
| 102904 - | 1999 XF16              | 6 de desembre, 1999  | Socorro              | LINEAR        |
| 102905 - | 1999 XV16              | 7 de desembre, 1999  | Socorro              | LINEAR        |
| 102906 - | 1999 XJ18              | 3 de desembre, 1999  | Socorro              | LINEAR        |
| 102907 - | 1999 XZ18              | 3 de desembre, 1999  | Socorro              | LINEAR        |
| 102908 - | 1999 XO19              | 5 de desembre, 1999  | Socorro              | LINEAR        |
| 102909 - | 1999 XR19              | 5 de desembre, 1999  | Socorro              | LINEAR        |
| 102910 - | 1999 XT19              | 5 de desembre, 1999  | Socorro              | LINEAR        |
| 102911 - | 1999 XZ19              | 5 de desembre, 1999  | Socorro              | LINEAR        |
| 102912 - | 1999 XA21              | 5 de desembre, 1999  | Socorro              | LINEAR        |
| 102913 - | 1999 XT21              | 5 de desembre, 1999  | Socorro              | LINEAR        |
| 102914 - | 1999 XT22              | 6 de desembre, 1999  | Socorro              | LINEAR        |
| 102915 - | 1999 XT23              | 6 de desembre, 1999  | Socorro              | LINEAR        |
| 102916 - | 1999 XG24              | 6 de desembre, 1999  | Socorro              | LINEAR        |
| 102917 - | 1999 XK24              | 12 de desembre, 1999 | Socorro              | LINEAR        |
| 102918 - | 1999 XW24              | 6 de desembre, 1999  | Socorro              | LINEAR        |
| 102919 - | 1999 XC26              | 6 de desembre, 1999  | Socorro              | LINEAR        |
| 102920 - | 1999 XC27              | 6 de desembre, 1999  | Socorro              | LINEAR        |
| 102921 - | 1999 XH27              | 6 de desembre, 1999  | Socorro              | LINEAR        |
| 102922 - | 1999 XA30              | 6 de desembre, 1999  | Socorro              | LINEAR        |
| 102923 - | 1999 XX30              | 6 de desembre, 1999  | Socorro              | LINEAR        |
| 102924 - | 1999 XZ30              | 6 de desembre, 1999  | Socorro              | LINEAR        |
| 102925 - | 1999 XZ32              | 6 de desembre, 1999  | Socorro              | LINEAR        |
| 102926 - | 1999 XH34              | 6 de desembre, 1999  | Socorro              | LINEAR        |
| 102927 - | 1999 XX35              | 6 de desembre, 1999  | Oizumi               | T. Kobayashi  |
| 102928 - | 1999 XU36              | 7 de desembre, 1999  | Fountain Hills       | C. W. Juels   |
| 102929 - | 1999 XQ37              | 7 de desembre, 1999  | Blauvac              | R. Roy        |
| 102930 - | 1999 XO40              | 7 de desembre, 1999  | Socorro              | LINEAR        |
| 102931 - | 1999 XE41              | 7 de desembre, 1999  | Socorro              | LINEAR        |
| 102932 - | 1999 XH41              | 7 de desembre, 1999  | Socorro              | LINEAR        |
| 102933 - | 1999 XV41              | 7 de desembre, 1999  | Socorro              | LINEAR        |
| 102934 - | 1999 XY42              | 7 de desembre, 1999  | Socorro              | LINEAR        |
| 102935 - | 1999 XK43              | 7 de desembre, 1999  | Socorro              | LINEAR        |
| 102936 - | 1999 XH44              | 7 de desembre, 1999  | Socorro              | LINEAR        |
| 102937 - | 1999 XS46              | 7 de desembre, 1999  | Socorro              | LINEAR        |
| 102938 - | 1999 XU47              | 7 de desembre, 1999  | Socorro              | LINEAR        |
| 102939 - | 1999 XV47              | 7 de desembre, 1999  | Socorro              | LINEAR        |
| 102940 - | 1999 XY49              | 7 de desembre, 1999  | Socorro              | LINEAR        |
| 102941 - | 1999 XF50              | 7 de desembre, 1999  | Socorro              | LINEAR        |
| 102942 - | 1999 XX50              | 7 de desembre, 1999  | Socorro              | LINEAR        |
| 102943 - | 1999 XY51              | 7 de desembre, 1999  | Socorro              | LINEAR        |
| 102944 - | 1999 XE52              | 7 de desembre, 1999  | Socorro              | LINEAR        |
| 102945 - | 1999 XT52              | 7 de desembre, 1999  | Socorro              | LINEAR        |
| 102946 - | 1999 XM53              | 7 de desembre, 1999  | Socorro              | LINEAR        |
| 102947 - | 1999 XS53              | 7 de desembre, 1999  | Socorro              | LINEAR        |
| 102948 - | 1999 XU54              | 7 de desembre, 1999  | Socorro              | LINEAR        |
| 102949 - | 1999 XB56              | 7 de desembre, 1999  | Socorro              | LINEAR        |
| 102950 - | 1999 XF56              | 7 de desembre, 1999  | Socorro              | LINEAR        |
| 102951 - | 1999 XG56              | 7 de desembre, 1999  | Socorro              | LINEAR        |
| 102952 - | 1999 XB58              | 7 de desembre, 1999  | Socorro              | LINEAR        |
| 102953 - | 1999 XR58              | 7 de desembre, 1999  | Socorro              | LINEAR        |
| 102954 - | 1999 XX58              | 7 de desembre, 1999  | Socorro              | LINEAR        |
| 102955 - | 1999 XZ59              | 7 de desembre, 1999  | Socorro              | LINEAR        |
| 102956 - | 1999 XH61              | 7 de desembre, 1999  | Socorro              | LINEAR        |
| 102957 - | 1999 XK62              | 7 de desembre, 1999  | Socorro              | LINEAR        |
| 102958 - | 1999 XT63              | 7 de desembre, 1999  | Socorro              | LINEAR        |
| 102959 - | 1999 XX64              | 7 de desembre, 1999  | Socorro              | LINEAR        |
| 102960 - | 1999 XV65              | 7 de desembre, 1999  | Socorro              | LINEAR        |
| 102961 - | 1999 XZ65              | 7 de desembre, 1999  | Socorro              | LINEAR        |
| 102962 - | 1999 XB66              | 7 de desembre, 1999  | Socorro              | LINEAR        |
| 102963 - | 1999 XU66              | 7 de desembre, 1999  | Socorro              | LINEAR        |
| 102964 - | 1999 XW66              | 7 de desembre, 1999  | Socorro              | LINEAR        |
| 102965 - | 1999 XH67              | 7 de desembre, 1999  | Socorro              | LINEAR        |
| 102966 - | 1999 XO67              | 7 de desembre, 1999  | Socorro              | LINEAR        |
| 102967 - | 1999 XF69              | 7 de desembre, 1999  | Socorro              | LINEAR        |
| 102968 - | 1999 XW69              | 7 de desembre, 1999  | Socorro              | LINEAR        |
| 102969 - | 1999 XB71              | 7 de desembre, 1999  | Socorro              | LINEAR        |
| 102970 - | 1999 XG71              | 7 de desembre, 1999  | Socorro              | LINEAR        |
| 102971 - | 1999 XP72              | 7 de desembre, 1999  | Socorro              | LINEAR        |
| 102972 - | 1999 XP74              | 7 de desembre, 1999  | Socorro              | LINEAR        |
| 102973 - | 1999 XT74              | 7 de desembre, 1999  | Socorro              | LINEAR        |
| 102974 - | 1999 XQ75              | 7 de desembre, 1999  | Socorro              | LINEAR        |
| 102975 - | 1999 XF76              | 7 de desembre, 1999  | Socorro              | LINEAR        |
| 102976 - | 1999 XG76              | 7 de desembre, 1999  | Socorro              | LINEAR        |
| 102977 - | 1999 XV76              | 7 de desembre, 1999  | Socorro              | LINEAR        |
| 102978 - | 1999 XD77              | 7 de desembre, 1999  | Socorro              | LINEAR        |
| 102979 - | 1999 XV77              | 7 de desembre, 1999  | Socorro              | LINEAR        |
| 102980 - | 1999 XA78              | 7 de desembre, 1999  | Socorro              | LINEAR        |
| 102981 - | 1999 XC78              | 7 de desembre, 1999  | Socorro              | LINEAR        |
| 102982 - | 1999 XR79              | 7 de desembre, 1999  | Socorro              | LINEAR        |
| 102983 - | 1999 XA80              | 7 de desembre, 1999  | Socorro              | LINEAR        |
| 102984 - | 1999 XJ81              | 7 de desembre, 1999  | Socorro              | LINEAR        |
| 102985 - | 1999 XZ81              | 7 de desembre, 1999  | Socorro              | LINEAR        |
| 102986 - | 1999 XD82              | 7 de desembre, 1999  | Socorro              | LINEAR        |
| 102987 - | 1999 XM87              | 7 de desembre, 1999  | Socorro              | LINEAR        |
| 102988 - | 1999 XC88              | 7 de desembre, 1999  | Socorro              | LINEAR        |
| 102989 - | 1999 XD88              | 7 de desembre, 1999  | Socorro              | LINEAR        |
| 102990 - | 1999 XF88              | 7 de desembre, 1999  | Socorro              | LINEAR        |
| 102991 - | 1999 XF90              | 7 de desembre, 1999  | Socorro              | LINEAR        |
| 102992 - | 1999 XP90              | 7 de desembre, 1999  | Socorro              | LINEAR        |
| 102993 - | 1999 XL91              | 7 de desembre, 1999  | Socorro              | LINEAR        |
| 102994 - | 1999 XG92              | 7 de desembre, 1999  | Socorro              | LINEAR        |
| 102995 - | 1999 XN92              | 7 de desembre, 1999  | Socorro              | LINEAR        |
| 102996 - | 1999 XV92              | 7 de desembre, 1999  | Socorro              | LINEAR        |
| 102997 - | 1999 XF94              | 7 de desembre, 1999  | Socorro              | LINEAR        |
| 102998 - | 1999 XJ94              | 7 de desembre, 1999  | Socorro              | LINEAR        |
| 102999 - | 1999 XP95              | 7 de desembre, 1999  | Oizumi               | T. Kobayashi  |
| 103000 - | 1999 XT95              | 9 de desembre, 1999  | Oizumi               | T. Kobayashi  |